# Sejmik kapturowy
Sejmik kapturowy powstał w 1572 roku, zawiązywany na zasadzie konfederacji odpowiadał za wybór władz konfederackich i powołanie sądu kapturowego dla danej ziemi lub województwa na czas bezkrólewia. W przyszłości w coraz silniejszym stopniu sejmikom przypadała rola zasadniczego organu samorządu lokalnego. Nazwa pochodziła prawdopodobnie od kapturów żałobników obecnych na pogrzebie władcy.